# Elvis Presley dalainak listája

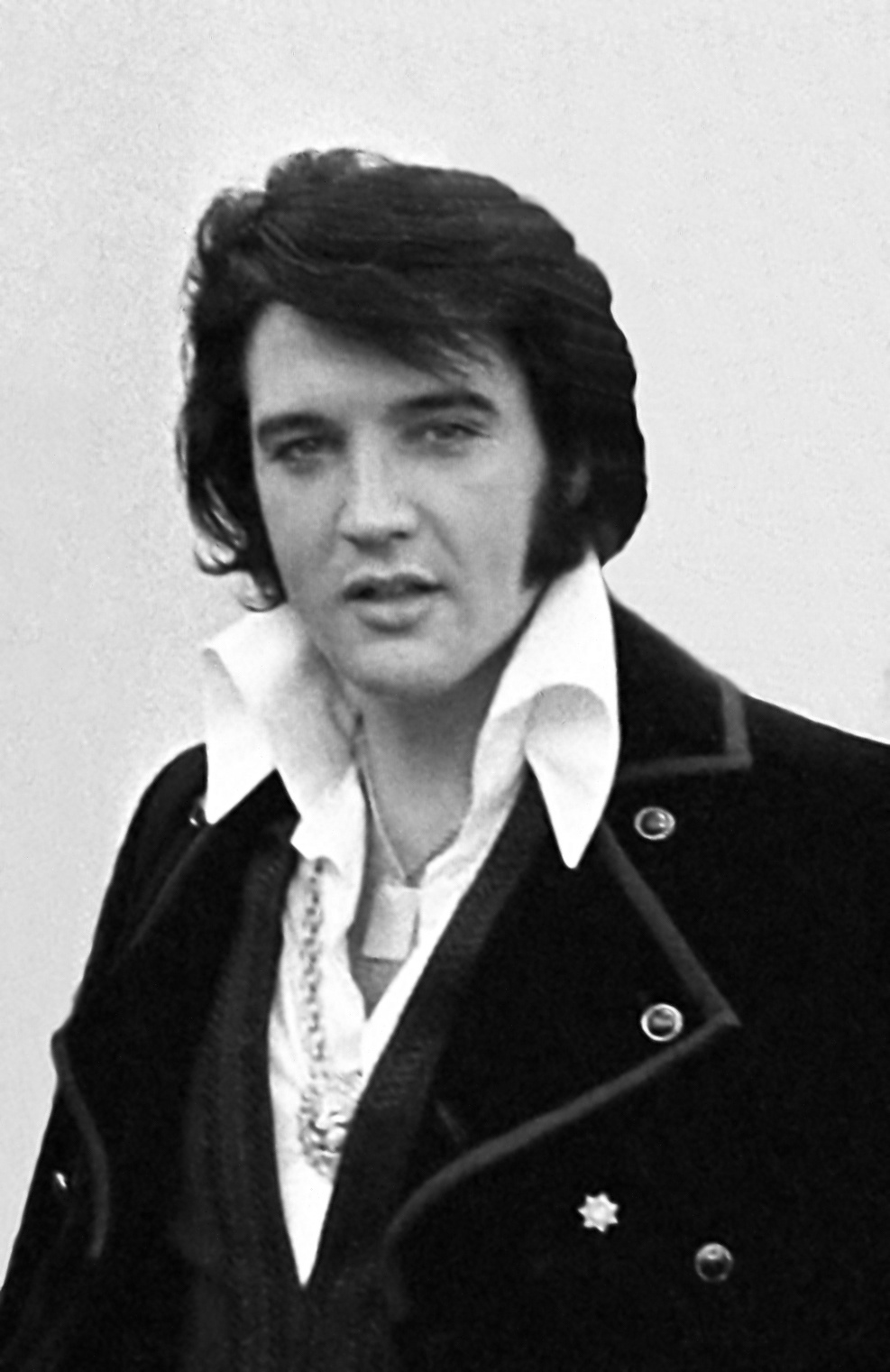
Elvis a Fehér Házban 1970-ben

Az alábbi lista Elvis Presley amerikai énekes dalait sorolja fel. Az énekesnek több mint 800 dala jelent meg 1953 és 1977 között, beleértve a feldolgozásokat is.

## A
- Adam And Evil
- After Loving You
- Ain't That Loving You Baby
- All I Needed Was The Rain
- All Shook Up
- All That I Am
- Alla En el Rancho Grande
- Almost
- Almost Always True
- Almost In Love
- Aloha Oe
- Alright, Okay, You Win
- Always On My Mind
- Am I Ready
- Amazing Grace
- America The Beautiful
- An American Trilogy
- And I Love You So
- And The Grass Won't Pay No Mind
- Angel
- Animal Instinct
- Any Day Now
- Any Way You Want Me (That's How I Will Be)
- Anyone (Could Fall In Love With You)
- Anyplace Is Paradise
- Anything That's Part Of You
- Apron Strings
- Are You Lonesome Tonight?
- Are You Sincere
- As Long As I Have You
- As We Travel Along The Jericho Road
- Ask Me
- At The Hop
- Aubrey
- Auld Lang Syne
- Ave Maria (Bach/Bernard/Gounod)

## B
- (You're So Square) Baby I Don't Care
- Baby If You'll Give All Your Love
- Baby Let's Play House
- Baby What You Want Me To Do
- Barefoot Ballad
- Beach Boy Blues
- Beach Shack
- Because Of Love
- Beginner's Luck
- Beyond The Bend
- Beyond The Reef
- Big Boots
- Big Boss Man
- A Big Hunk O'Love
- Big Love, Big Heartache
- Bitter They Are, Harder They Fall
- Blessed Jesus (Hold My Hand)
- Blowin' In The Wind
- Blue Christmas
- Blue Hawaii
- Blue Moon
- Blue Moon Of Kentucky
- Blue River
- Blue Suede Shoes
- Blueberry Hill
- Bosom Of Abraham
- Bossa Nova Baby
- A Boy Like Me, A Girl Like You
- Bridge Over Troubled Water
- Bringin' It Back
- Britches
- Brown Eyed Handsome Man
- The Bullfighter Was A Lady
- Burning Love
- By And By

## C
- A Cane And A High Starched Collar
- Can't Help Falling In Love
- Carny Town
- Catchin' On Fast
- The Cattle Call
- Change Of Habit
- Charro!
- Chesay
- Cindy, Cindy
- City By Night
- Clambake
- Clean Up Your Own Backyard
- C'mon Everybody
- Columbus Stockade Blues
- Come Along
- Come What May
- Confidence
- Cotton Candy Land
- Cotton Fields
- Could I Fall In Love
- Crawfish
- Crazy Arms
- Cross My Heart And Hope To Die
- Crying In The Chapel
- Crying Time

## D
- Dainty Little Moon Beams
- Danny
- Danny Boy
- Dark Moon
- Datin'
- Delilah
- Detroit City
- (You're The) Devil In Disguise
- Didja' Ever
- Dirty, Dirty Feeling
- Dixieland Rock
- Do Not Disturb
- Do The Clam
- Do The Vega
- Do You Know Who I Am
- A Dog's Life
- Doin' The Best I Can
- Dominic
- Doncha' Think It's Time
- Don't
- Don't Ask Me Why
- Don't Be Cruel
- Don't Cry Daddy
- Don't Forbid Me
- Don't It Make You Wanna Go Home
- Don't Leave Me Now
- Don't Think Twice, It's All Right
- Double Trouble
- Down By The Riverside
- Down In The Alley
- Drums Of The Islands

## E
- Early Morning Rain
- Earth Angel
- Earth Boy
- Easy Come, Easy Go
- (Such An) Easy Question
- Echoes Of Love
- Edge Of Reality
- El Paso
- El Toro
- Everybody Come Aboard
- Everybody Loves Somebody
- An Evening Prayer
- The Eyes Of Texas

## F
- Faded Love
- The Fair's Moving On
- Fairytale
- Fame And Fortune
- Farther Along
- Find Out What's Happening
- Finders Keepers, Losers Weepers
- First In Line
- The First Noel
- The First Time Ever I Saw Your Face
- Five Sleepy Heads
- Flaming Star
- Flip, Flop And Fly
- Flowers On The Wall
- Follow That Dream
- Folsom Prison Blues
- Fool
- The Fool
- Fool, Fool, Fool
- (Now And Then There's) A Fool Such As I
- Fools Fall In Love
- Fools Rush In (Where Angels Fear To Thread)
- (That's What You Get) For Lovin' Me
- For Ol' Times Sake
- For The Good Times
- For The Heart
- For The Millionth And The Last Time
- Forget Me Never
- Fort Lauderdale Chamber Of Commerce
- Fountain Of Love
- Frankfort Special
- Frankie And Johnny
- Froggy Went A Courtin'
- From A Jack To A King
- Fun In Acapulco
- Funny How Time Slips Away

## G
- G.I. Blues
- Gentle On My Mind
- Gently
- Get Back
- Ghost Riders n The Sky
- Girl Happy
- The Girl I Never Loved
- Girl Next Door Went A' Walking
- Girl Of Mine
- The Girl Of My Best Friend
- Girls! Girls! Girls!
- Give Me The Right
- Go East, Young Man
- Goin' Home
- Golden Coins
- Gonna Get Back Home Somehow
- Good Luck Charm
- Good Rockin' Tonight
- Good Time Charlie's Got The Blues
- Got A Lot O' Livin' To Do
- Got My Mojo Working
- Green, Green Grass Of Home
- Guadalajara
- Guitar Man

## H
- Hands Off
- Happy Ending
- Happy, Happy Birthday Baby
- Happy Birthday To You
- Harbor Lights
- Hard Headed Woman
- Hard Knocks
- Hard Luck
- Harem Holiday
- Havah Nagilah
- Have A Happy
- Have I Told You Lately That I Love You
- Hawaiian Sunset
- Hawaiian Wedding Song
- He
- He Is My Everything
- He Knows Just What I Need
- He Touched Me
- Heart Of Rome
- Hearts Of Stone
- Heartbreak Hotel
- He'll Have To Go
- Help Me
- Help Me Make It Through The Night
- Here Comes Santa Claus
- He's Your Uncle Not Your Dad
- Hey, Hey, Hey
- Hey Jude
- Hey Little Girl
- Hi-Heel Sneakers
- Hide Thou Me
- His Hand In Mine
- (Marie's The Name) His Latest Flame
- Holly Leaves And Christmas Trees
- Home Is Where The Heart Is
- Hot Dog
- Hound Dog
- A House Of Sand
- A House That Has Everythng
- How Can You Lose What You Never Had
- How Do You Think I Feel
- How Great Thou Art
- How The Web Was Woven
- How Would You Like To Be
- How's The World Treating You
- A Hundred Years From Now
- Hurt
- Husky, Dusky Day

## I
- I Apoligize
- I Beg Of You
- I Believe
- I Believe In The Man In The Sky
- I Can Help
- I Can't Help It (If I'M Still In Love With You)
- I Can't Stop Loving You
- I Didn't Make It On Playing Guitar
- I Don't Care If The Sun Don't Shine
- I Don't Want To
- I Don't Wanna Be Tied
- I Feel So Bad
- I Feel That I've Known You Forever
- I Forgot To Remember To Forget
- I Got A Feeling In My Body
- I Got A Woman
- I Got Lucky
- I Got Stung
- I Gotta Know
- I Hear A Sweet Voice Calling
- I, John
- I Just Can't Help Believin'
- I Just Can't Make It By Myself
- I Love Only One Girl
- I Love You Because
- I Met Her Today
- I Miss You
- I Need Somebody To Lean On
- I Need You So
- I Need Your Love Tonight
- I Need Your Loving (Everyday)
- I Really Don't Want To Know
- I Shall Be Released
- I Shall Not Be Moved
- I Slipped, I Stumbled, I Fell
- I Think I'm Gonna Like It Here
- I Understand
- I Walk The Line
- I Want To Be Free
- I Want You, I Need You, I Love You
- I Want You With Me
- I Was Born About Ten Thousand Years Ago
- I Was The One
- I Washed My Hands In Muddy Water
- I Will Be Home Again
- I Will Be True
- I Wonder, I Wonder, I Wonder
- If Every Day Was Like Christmas
- If I Can Dream
- If I Get Home On Christmas Day
- If I Loved You
- If I Were You
- If I'm A Fool (For Loving You)
- If That Isn't Love
- If The Lord Wasn't Walking By My Side
- If We Never Meet Again
- If You Don't Come Back
- If You Love Me (Let Me Know)
- If You Talk In Your Sleep
- If You Think I Don't Need You
- I'll Be Back
- I'll Be Home For Christmas
- I'll Be Home On Christmas Day
- I'll Be There
- I'll Hold You In My Heart (Till I Can Hold You In My Arms)
- I'll Never Fall In Love Again
- I'll Never Know
- I'll Never Let You Go (Little Darlin')
- I'll Never Stand In Your Way
- I'll Remember You
- I'll Take Love
- I'll Take You Home Again, Kathleen
- I'm A Roustabout
- I'm Beginning To Forget You
- I'm Comin' Home
- I'm Counting On You
- I'm Falling In Love Tonight
- I'm Gonna Bid My Blues Goodbye
- I'm Gonna Sit Right Down And Cry (Over You)
- I'm Gonna Walk Dem Golden Stairs
- I'm Leavin'
- I'm Leaving It All Up To You
- I'm Left, You're Right, She's Gone
- I'm Movin' On
- I'm Not The Marrying Kind
- I'm So Lonesome I Could Cry
- I'm With The Crowd But So Alone
- I'm Yours
- The Impossible Dream (The Quest)
- In My Father's House
- In My Way
- In The Garden
- In The Ghetto
- In Your Arms
- Indescribably Blue
- Inherit The Wind
- Is It So Strange
- Island Of Love (Kauai)
- It Ain't No Big Thing (But It's Growing)
- It Feels So Right
- It Hurts Me
- It Is No Secret (What God Can Do)
- It Keeps Right On A-Hurtin'
- It Won't Be Long
- It Won't Seem Like Christmas (Without You)
- Ito Eats
- It's A Matter Of Time
- It's A Sin
- It's A Sin To Tell A Lie
- It's A Wonderful World
- It's Been So Long Darling
- It's Carnival Time
- It's Different Now
- It's Easy For You
- It's Impossible
- It's Midnight
- It's Nice To Go Traveling
- It's Now Or Never
- It's Only Love
- It's Over
- It's Still Here
- It's Your Baby, You Rock It
- I've Got A Thing About You Baby
- I've Got Confidence
- I've Got To Find My Baby
- I've Lost You

## J
- Jailhouse Rock
- Jambalaya
- Jesus Walked That Lonesome Valley
- Johnny B. Goode
- Joshua Fit The Battle
- Judy
- Just A Closer Walk With Thee
- Just A Little Bit
- Just A Little Talk With Jesus
- Just Because
- Just Call Me Lonesome
- Just For Old Time's Sake
- Just Pretend
- Just Tell Her Jim Said Hello

## K
- Keep Your Hands Off Of It
- Keeper Of The Key
- Kentucky Rain
- King Creole
- King Of The Whole Wide World
- Kismet
- Kiss Me Quick
- Kissin' Cousins
- Kissin' Cousins No. 2
- Known Only To Him
- Ku-U-I-Po

## L
- The Lady Loves Me
- Lady Madonna
- The Last Farewell
- Lawdy, Miss Clawdy
- Lead Me, Guide Me
- Let It Be Me (Je t'appartiens)
- Let Me
- Let Me Be The One
- Let Me Be There
- Let Us Pray
- Let Yourself Go
- Let's Be Friends
- Let's Forget About The Stars
- Life
- Like A Baby
- Listen To The Bells
- A Little Bit Of Green
- Little Cabin On The Hill
- Little Darlin'
- Little Egypt (Ying-Yang)
- A Little Less Conversation
- Little Mama
- Little Sister
- Lonely Man
- Lonesome Cowboy
- Long Black Limousine
- Long Legged Girl (With The Short Dress On)
- (It's A) Long Lonely Highway
- Long Tall Sally
- Look Out Broadway
- The Lord's Prayer
- Love Coming Down
- Love Letters
- The Love Machine
- Love Me
- Love Me, Love The Life I Lead
- Love Me Tender
- Love Me Tonight
- Love Song Of The Year
- Lover Doll
- Loving Arms
- Loving You
- Lovely Mamie

## M
- MacArthur Park
- Make Believe
- Make Me Know It
- Make The World Go Away
- Mama
- Mama Liked The Roses
- Mansion Over The Hilltop
- Marguerita
- Mary In The Morning
- Maybellene
- Mean Woman Blues
- The Meanest Girl In Town
- Memories
- Memphis, Tennessee
- Men With Broken Hearts
- Merry Christmas Baby
- A Mess Of Blues
- Mexicali Rose
- Mexico
- The Mickey Mouse Club March
- Milkcow Blues Boogie
- Milky White Way
- Mine
- Miracle Of The Rosary
- Mirage
- Mona Lisa
- Money Honey
- Moody Blue
- Moonlight Swim
- More
- The Most Beautiful Girl
- Mother-In-Law
- Mr. Songman
- Must Jesus Bear The Cross Alone
- My Babe
- My Baby Left Me
- My Boy
- My Country, 'Tis Of Thee
- My Desert Serenade
- My Happiness
- My Little Friend
- My Way
- My Wish Came True
- Mystery Train

## N
- Nearer My God To Thee
- Never Again
- Never Been To Spain
- Never Ending
- Never Say Yes
- New Orleans
- The Next Step Is Love
- Night Life
- Night Rider
- No More (version anglaise de La Paloma)
- (There's) No Room To Rhumba In A Sports Car
- Nothingville

## O
- O Come, All Ye Faithful
- O Little Town of Bethlehem
- O Sole Mio
- Ode To Billie Joe
- Oh Happy Day (« Traditional »)
- Oh Happy Day (Koplow)
- Oh How I Love Jesus
- Old McDonald
- Old Shep
- On A Snowy Christmas Night
- On Top Of Old Smokey
- Once Is Enough
- One Boy, Two Little Girls
- One Broken Heart For Sale
- One Night
- One Night Of Sin
- One Sided Love Affair
- One Track Heart
- Only Believe
- Only The Lonely
- Only The Strong Survive
- Out Of Sight, Out Of Mind
- Over The Rainbow

## P
- Padre
- Paradise Hawaiian Style
- Paralyzed
- Party
- Patch It Up
- (There'll Be) Peace In The Valley (For Me)
- Petunia The Gardener's Daughter
- Pieces Of My Life
- Plantation Rock
- Playing For Keeps
- Please Don't Drag That String Around
- Please Don't Stop Loving Me
- Pledging My Love
- Pocketful Of Rainbows
- Poison Ivy League
- Polk Salad Annie
- Poor Boy
- Poor Man's Gold
- Portrait Of My Love
- Power Of My Love
- Promised Land
- Proud Mary
- Puppet On A String
- Put The Blame On Me
- Put Your Hand In The Hand

## Q
- Que Sera, Sera
- Queenie Wahine's Papaya

## R
- Rags To Riches
- Raised On Rock
- Reach Out To Jesus
- Ready Teddy
- Reconsider Baby
- Relax
- Release Me
- Return To Sender
- Riding The Rainbow
- Rip It Up
- Rock-A-Hula Baby
- Rocky Top
- Roses Are Red
- Roustabout
- Rubberneckin'
- Run On
- Runaway
- Running Scared

## S
- San Antonio Rose
- Sand Castles
- Santa Bring My Baby Back (To Me)
- Santa Claus Is Back In Town
- Santa Lucia
- Satisfied
- Saved
- Scratch My Back
- See See Rider
- Seeing Is Believing
- Send Me Some Lovin'
- Sentimental Me
- Separate Ways
- Shake A Hand
- Shake, Rattle And Roll
- Shake That Tambourine
- She Thinks I Still Care
- She Wears My Ring
- She's A Machine
- She's Not You
- Shoppin' Around
- Shout It Out
- Show Me Thy Ways, O Lord
- Signs Of The Zodiac
- Silent Night
- Silver Bells
- Sing You Children
- Singning Tree
- Slicin' Sand
- Slowly But Surely
- Smokey Mountain Boy
- Smorgasbord
- Snowbird
- So Close, Yet So Far (From Paradise)
- So Glad You're Mine
- So High
- Softly And Tenderly
- Softly As I Leave You
- Soldier Boy
- Solitaire
- Somebody Bigger Than You And I
- Something
- Something Blue
- Song Of The Shrimp
- Sound Advice
- The Sound Of Your Cry
- South Of The Border
- Spanish Eyes
- Speedway
- Spinout
- Spring Fever
- Stagger Lee
- Stand By Me
- Startin' Tonight
- Starting Today
- Stay Away
- Stay Away, Joe
- Staedfast, Loyal And True
- Steamroller Blues
- Steppin' Out Of Line
- Stop, Look And Listen
- Stop Where You Are
- Stranger In My Own Home Town
- Stranger In The Crowd
- Stuck On You
- Such A Night
- Summer Kisses, Winter Tears
- Summertime Is Past And Gone
- Suppose
- Surrender
- Susan When She Tried
- Suspicion
- Suspicious Minds
- Suzie Q
- Sweet Angeline
- Sweet Caroline
- Sweet Inspiration
- Sweet Lelani
- Sweetheart You Done Me Wrong
- Swing Down Sweet Chariot
- Sylvia

## T
- T-R-O-U-B-L-E
- Take Good Care Of Her
- Take Me To The Fair
- Take My Hand, Precious Lord
- Take These Chains From My Heart
- Talk About The Good Times
- (Let Me Be Your) Teddy Bear
- Tell Me Why
- Tender Feeling
- Tennessee Waltz
- Thanks To The Rolling Sea
- That's All Right
- That's Amore
- That's My Desire
- That's Someone You Never Forget
- That's When Your Heartaches Begin
- There Ain't Nothing Like A Song
- There Goes My Everything
- There Is No God But God
- There's A Brand New Day On The Horizon
- There's A Honky Tonk Angel (Who Will Take Me Back In)
- There's Always Me
- There's Gold In The Mountains
- There's No Place Like Home
- There's No Tomorrow
- There's So Much World To See
- They Remind Me Too Much Of You
- A Thing Called Love
- Thinking About You
- This Is Living
- This Is My Heaven
- This Is Our Dance
- This Is The Story
- This Time
- This Train
- Time Has Made A Change In Me
- Tip-Toe Through The Tulips With Me
- Three Corn Patches
- The Thrill Of Your Love
- Tiger Man
- Today, Tomorrow And Forever
- Tomorrow Is A Long Time
- Tomorrow Never Comes
- Tomorrow Night
- Tonight Carmen
- Tonight Is So Right For Love
- Tonight's All Right For Love
- Tonite Tonite
- Too Much
- Too Much Monkey Business
- Treat Me Nice
- Trouble
- True Love
- True Love Travels On A Gravel Road
- Trying To Get To You
- Tumblin' Tumbleweeds
- Turn Around, Look At Me
- Turn Your Eyes Upon Jesus
- Tutti Frutti
- Tweedle Dee
- The Twelfth Of Never
- Twenty Days And Twenty Nights

## U
- U.S. Male
- Unchained Melody
- Until It's Time For You To Go
- Until Then
- Up Above My Head

## V
- Vino, Dinero Y Amor
- Violet
- Viva Las Vegas

## W
- Walk A Mile In My Shoes
- The Walls Have Ears
- Way Down
- We Call On Him
- We Can Make The Morning
- Wear My Ring Around Your Neck
- Wearin' That Loved On Look
- Welcome To My World
- We'll Be Together
- We're Comin' In Loaded
- We're Gonna Move
- Western Union
- What A Friend We Have In Jesus
- What A Wonderful Life
- What Every Woman Lives For
- What Now My Love
- What Now, What Next, Where To
- What'd I Say
- What's She Really Like
- Wheels On My Heels
- When God Dips His Love In My Heart
- When I'm Over You
- When Irish Eyes Are Smiling
- When It Rains It Really Pours
- When My Blue Moon Turns To Gold Again
- When The Saints Go Marchin' In
- When The Snow Is On The Roses
- When The Swallows Come Back To Capistrano
- Where Could I Go But To The Lord
- Where Did They Go, Lord
- Where Do I Go From Here
- Where Do You Come From
- Where No One Stands Alone
- The Whiffenpoof Song
- A Whistling Tune
- White Christmas
- Who Am I
- Who Are You (Who Am I)
- Who Needs Money
- Whole Lotta Shakin' Goin' On
- Why Me, Lord
- Wild In The Country
- Winter Wonderland
- Wings Of An Angel (The Prisoner's Song)
- Wisdom Of The Ages
- Witchcraft (Bartholomew/King)
- Witchcraft (Leigh/Coleman)
- With A Song In My Heart
- Without A Song
- Without Him
- Without Love (There Is Nothing)
- (It Wouldn't Be The Same) Without You
- Wolf Call
- Woman Without Love
- The Wonder Of You
- Wonderful World
- The Wonderful World Of Christmas
- Wooden Heart
- Words
- Working On The Building
- A World Of Our Own
- Write To Me From Naples

## Y
- The Yellow Rose Of Texas
- Yesterday
- Yoga Is As Yoga Does
- You Asked Me To
- You Belong To My Heart
- You Better Run
- You Can Have Her
- You Can't Say No In Acapulco
- You Don't Have To Say You Love Me
- You Don't Know Me
- You Gave Me A Mountain
- You Gotta Stop
- You'll Be Gone
- You'll Never Walk Alone
- You'll Think Of Me
- Young And Beautiful
- Young At Heart
- Young Dreams
- Young Love
- Your Cheatin' Heart
- Your Love's Been A Long Time Coming
- Your Time Hasn't Come Yet Baby
- You're A Heartbreaker
- You're The Boss
- You're The Reason I'm Living
- You've Lost That Lovin' Feelin'